# Marlies Rostock
Marlies Rostock (né le 20 avril 1960 à Klingenthal) est une ancienne fondeuse allemande.

## Palmarès

### Jeux olympiques
- Jeux olympiques d'hiver de 1980 à Lake Placid  États-Unis:
  -  Médaille d'or en relais 4 × 5 km

### Championnats du monde
- Championnats du monde de 1978 à Lahti  Finlande:
  -  Médaille d'argent en relais 4 × 5 km